# اعتصاب ۲۰۰۵ کارگران ترابری شهری نیویورک

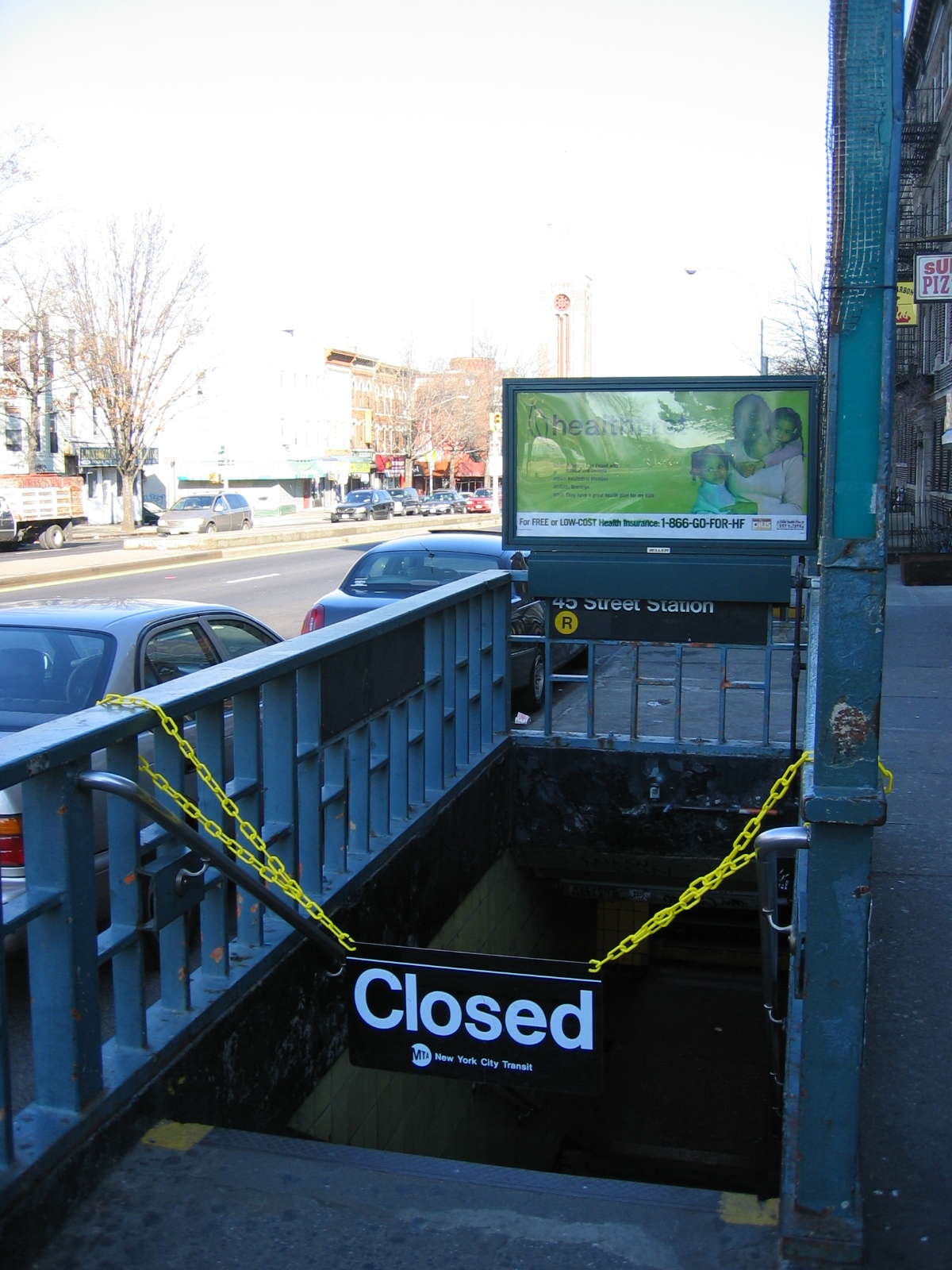
ورودی بسته‌شدهٔ ایستگاه متروی خیابان چهل و پنجم در محلهٔ سانست پارک، بروکلین

اعتصاب کارگران حمل و نقل شهری نیویورک، اعتصاب بسیار عظیمی بود که در اواخر ماه دسامبر ۲۰۰۵ توسط ۳۵ هزار نفر از کارگران بخش حمل و نقل شهر نیویورک که در شعبه ۱۰۰ «اتحادیه کارگران حمل و نقل» (تی دبیلو یو) متشکل بودند سازمان داده شد. این اعتصاب پس از به نتیجه نرسیدن مذاکراتی بر سر حقوق بازنشستگی و افزایش حقوق صورت گرفت. اعتصاب در ساعت ۳ صبح ۲۰ دسامبر ۲۰۰۵ (میلادی) آغاز شد و در ساعت ۲:۳۵ بعد از ظهر ۲۲ دسامبر به‌طور رسمی خاتمه یافت. این اعتصاب تمام نیویورک را تحت تأثیر قرار داد و طبق محاسبات روزی ۴۰۰ میلیون دلار به اقتصاد نیویورک ضرر زد.
اعتصاب سال ۲۰۰۵ در یکی از شلوغ‌ترین هفته‌های سال صورت گرفت و شدیداً بر اقتصاد محلی تأثیر گذاشت. (به این دلیل که بسیاری تصمیم گرفتند در خانه بمانند و خریدها را یا در روزهای آینده یا از طریق اینترنت انجام دهند).
هم کارگران و هم کارفرمایان «قانون تیلور» را زیرپا گذاشتند. بر اساس این قانون کارگران حق اعتصاب ندارند و کارفرمایان حق ندارند تغییر در حقوق بازنشستگی را به قراردادی اتحادیه‌ای تحمیل کنند. به همین دلیل کارگران به ازای هر روز اعتصاب، دو روز دستمزد کامل خود را جریمه شدند و اتحادیه روزی ۱ میلیون دلار جریمه شد. در حال حاضر دادگاه‌های نیویورک در حال اقدام برای آغاز محاکمهٔ رهبران اعتصاب هستند.

## پیش‌زمینه اعتصابات در نیویورک
این سومین بار در تاریخ است که اعتصابی اینچنین در نیویورک روی می‌دهد. اولین بار اعتصاب ۱۲ روزه‌ای در سال ۱۹۶۶ بود که باعث ایجاد قانون تیلور گشت. دومین بار اعتصابی ۱۱ روزه در ۱۹۸۰ بود.